# فيليكس بورخا
فيليكس بورخا (مواليد 2 أبريل 1983 في سان لورينزو - الإكوادور) لاعب كرة قدم إكوادوري يلعب حاليا لصالح نادي الدرجة الأولى ماينز الألماني منذ 2007 في مركز المهاجم.

## مسيرته الكروية
لعب فيليكس بورخا خلال مسيرته الاحترافية مع 10 أندية في واحد وعشرون موسمًا وسجل خلالها 109 هدف ضمن 346 مباراة. ولم يفز بأي موسم بالكأس وفاز في ثلاثة مواسم بالدوري.
خاض فيليكس بورخا مسيرته مع نادي ديبورتيفو إل ناسيونال في موسم 2001 في المرة الأولى ليلعب معه ستة مواسم ثم ما بين عامي 2017 و2018 لمدة موسم واحد، مشاركًا طوالها في 139 مباراة سجل خلالها 52 هدفًا. ثم انتقل إلى نادي أولمبياكوس في موسم 2006–07 لمدة موسم واحد، حيث شارك في 23 مباراة سجل خلالها 5 أهداف. لينتقل بعدها إلى نادي ماينتس 05 في موسم 2007–08 واستمر معه طيلة ثلاثة مواسم، مشاركًا في 52 مباراة سجل خلالها 22 هدفًا. ثم انتقل إلى نادي بويبلا في موسم 2010–11 في المرة الأولى لمدة موسم واحد ثم في موسم 2012–13 ولمدة موسمين، مشاركًا طوالها في 40 مباراة سجل خلالها 13 هدفًا. هذا وانتقل لاحقًا إلى نادي باتشوكا في موسم 2011–12 ولمدة موسمين، مشاركًا في 38 مباراة سجل خلالها 10 أهداف. ثم انتقل بعدها إلى نادي شيفاز يو إس أي ما بين عامي 2014 و2015 لمدة موسم واحد، مشاركًا في 12 مباراة سجل خلالها 3 أهداف. ليعود وينتقل من جديد، لكن هذه المرة إلى Cusco FC ‏ ما بين عامي 2015 و2016 لمدة موسم واحد، مشاركًا في 11 مباراة سجل خلالها هدفًا واحدًا. لينتقل بعدها إلى نادي جنوب الصين في موسم 2015–16 لمدة موسم واحد، مشاركًا في 5 مباريات ولم يسجل أي هدف.

## روابط خارجية
- فيليكس بورخا على موقع الاتحاد الدولي (مؤرشف)  (الإنجليزية)
- فيليكس بورخا على موقع الدوري الأمريكي (الإنجليزية)
- فيليكس بورخا على موقع قاعدة بيانات كرة القدم.إي يو (الإنجليزية)
- فيليكس بورخا على موقع ناشيونال فوتبول تيمز (الإنجليزية)
- فيليكس بورخا على موقع Soccerway.com (الإنجليزية)
- فيليكس بورخا على موقع عالم كرة القدم.نت (الإنجليزية)